# Папоян, Илья Артурович
Илья Артурович Папоян (12 февраля 2001, Санкт-Петербург, Россия) — российский пианист, лауреат XVII Международного конкурса имени Петра Ильича Чайковского в номинации «фортепиано» (Москва, 2023; III премия). В 2022 году стал лауреатом I Международного конкурса пианистов, композиторов и дирижеров имени Сергея Рахманинова (Москва, 2022; III премия). В 2024 году окончил Санкт-Петербургскую государственную консерваторию имени Н. А. Римского-Корсакова (класс профессора Александра Сандлера). С 2024 года — преподаватель кафедры специального фортепиано в Санкт-Петербургской государственной консерватории имени Н. А. Римского-Корсакова.

## Биография

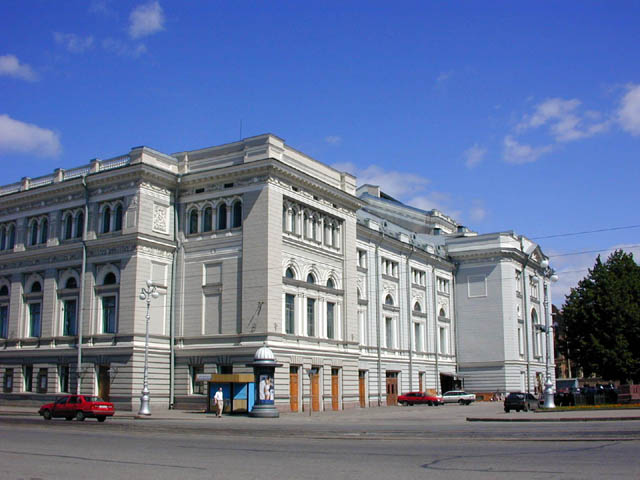
Санкт-Петербургская консерватория, где учился Илья Папоян

Родился в 2001 году в Санкт-Петербурге. Игре на фортепиано начал обучаться в 7 лет, а уже в 13 дал первый сольный концерт на сцене Государственной академической Капеллы Санкт-Петербурга. В 2019 году окончил Среднюю специальную музыкальную школу Санкт-Петербургской государственной консерватории имени Н. А. Римского-Корсакова (класс Ольги Курнавиной, затем класс профессора Александра Сандлера), в 2024 году — Санкт-Петербургскую государственную консерваторию имени Н. А. Римского-Корсакова (класс профессора Александра Сандлера), с 2024 года — ассистент-стажер в классе профессора Александра Сандлера.
В 2017 году стал лауреатом Международного юношеского конкурса имени Петра Чайковского (Астана, II премия и специальный приз за лучшее исполнение произведения Иоганна Себастьяна Баха) и Международного конкурса юных пианистов “Astana Piano Passion” (Астана, III премия). В 2018 году получил III премию Всероссийского музыкального конкурса (Москва). В 2021 году был удостоен I премии и приза зрительских симпатий V Международного конкурса “City of Vigo – Galicia” (Испания). В 2021 году в результате участия в X Международном конкурсе имени Ференца Листа выиграл грант на обучение в Высшей музыкальной школе имени Ф. Листа (Веймар). В 2022 году стал лауреатом I Международного конкурса пианистов, композиторов и дирижеров имени Сергея Рахманинова (Москва, 2022; III премия), в 2023 году — лауреатом XVII Международного конкурса имени Петра Чайковского в номинации «фортепиано» (Москва, 2023; III премия).
Илья Папоян является действующим членом Молодежной секции Ассоциации лауреатов Международного конкурса имени П. И. Чайковского, солистом Санкт-Петербургского Дома музыки с 2016 года, а также участником таких фестивалей, как: «Лики современного пианизма» (2016, 2017), Международный молодежный фестиваль имени П. И. Чайковского (2018, 2019), Международный фестиваль имени С. В. Рахманинова «Белая сирень» (2018), ХХ Международный фестиваль «Международная неделя консерваторий» (2020), XI Международный фестиваль «Серебряная лира» (2020), “Pianissimo” (2022, 2023), «Денис Мацуев представляет „Диалог поколений“» (2023, 2024).

## Творчество
В настоящее время активно выступает на ведущих концертных площадках Санкт-Петербурга, Москвы, а также в других городах России и за рубежом.
Выступал в таких залах, как Большой зал Санкт-Петербургской филармонии, Большой зал Московской Консерватории, Концертный зал имени П. И. Чайковского, Концертный зал Мариинского Театра, Государственная Капелла Санкт-Петербурга, Зал «Зарядье», Санкт-Петербургский Дом музыки, Национальном центре исполнительских искусств (Пекин), Концертный зал Flagey (Брюссель), Миланская консерватория имени Джузеппе Верди, Centro Russo di Scienza e Cultura a Roma (Рим), Yamaha Ginza Hall  (Токио), Российский духовно-культурный православный центр (Париж), Filarmónica de Gijón (Испания), Kioi Hall (Япония), Концертный зал имени Арама Хачатуряна (Армения), Российском Центре науки и культуры в Риме.
Сотрудничал с такими дирижерами, как Валерий Гергиев, Николай Алексеев, Александр Титов, Фабио Мастранджело, Александр Чернушенко, Алексей Ньяга,  Кристиан Кнапп, Михаил Голиков, Михаил Мосенков, Николай Цинман, Кристиан Делизо, Артём Абашев, Димитрис Ботинис, Алексей Васильев, Александр Рудин, Валерий Полянский, Иван Никифорчин, Александр Канторов, Юрий Ткаченко, Феликс Кругликов, Гурген Петросян, Максим Алексеев, Юрий Караваев, Дмитрий Юровский, Александр Скульский, Владислав Белоусов, Тимур Зангиев, Владимир Добровольский, Арсений Шупляков, Михаил Кукушкин, Игорь Манашеров, Павел Петренко, Андрей Колясников, Алексей Асланов, Раушан Якупов, Александр Андреев, Владимир Альтшулер, Антон Гаккель.

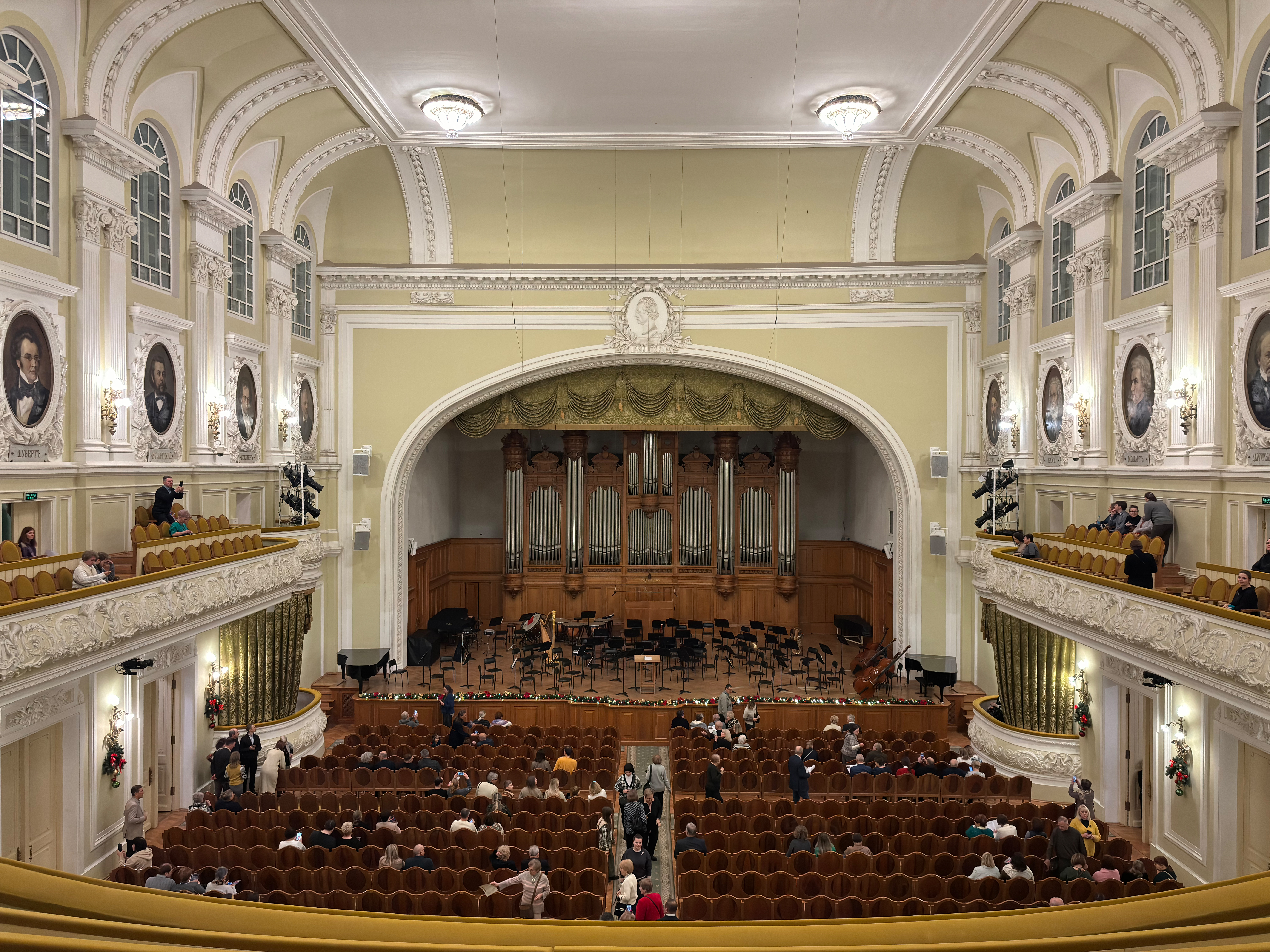
Большой зал Московской Консерватории
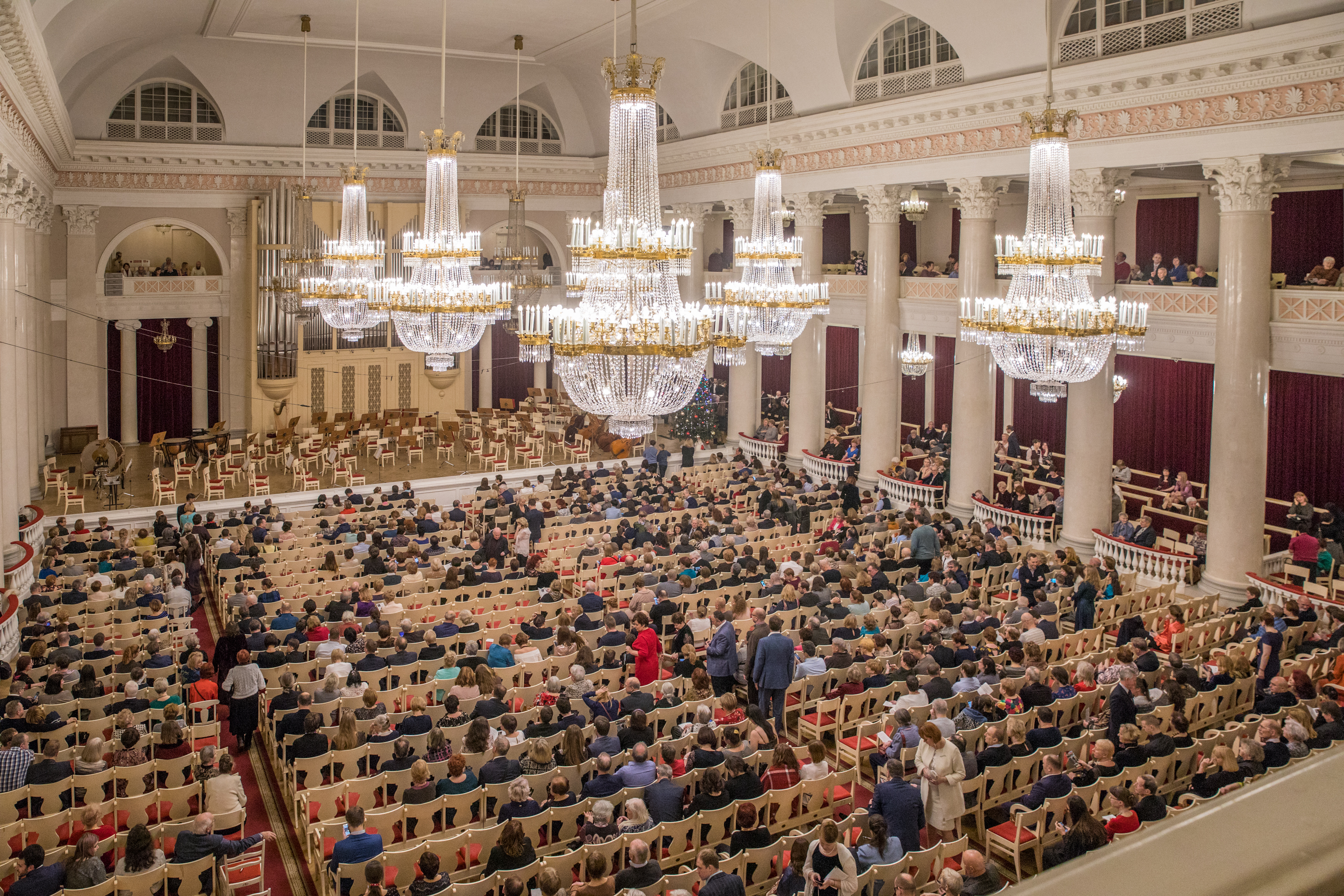
Большой зал Санкт-Петербургской филармонии
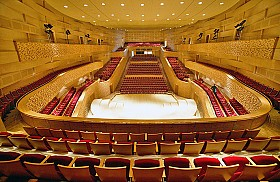
Концертный зал Мариинского театра
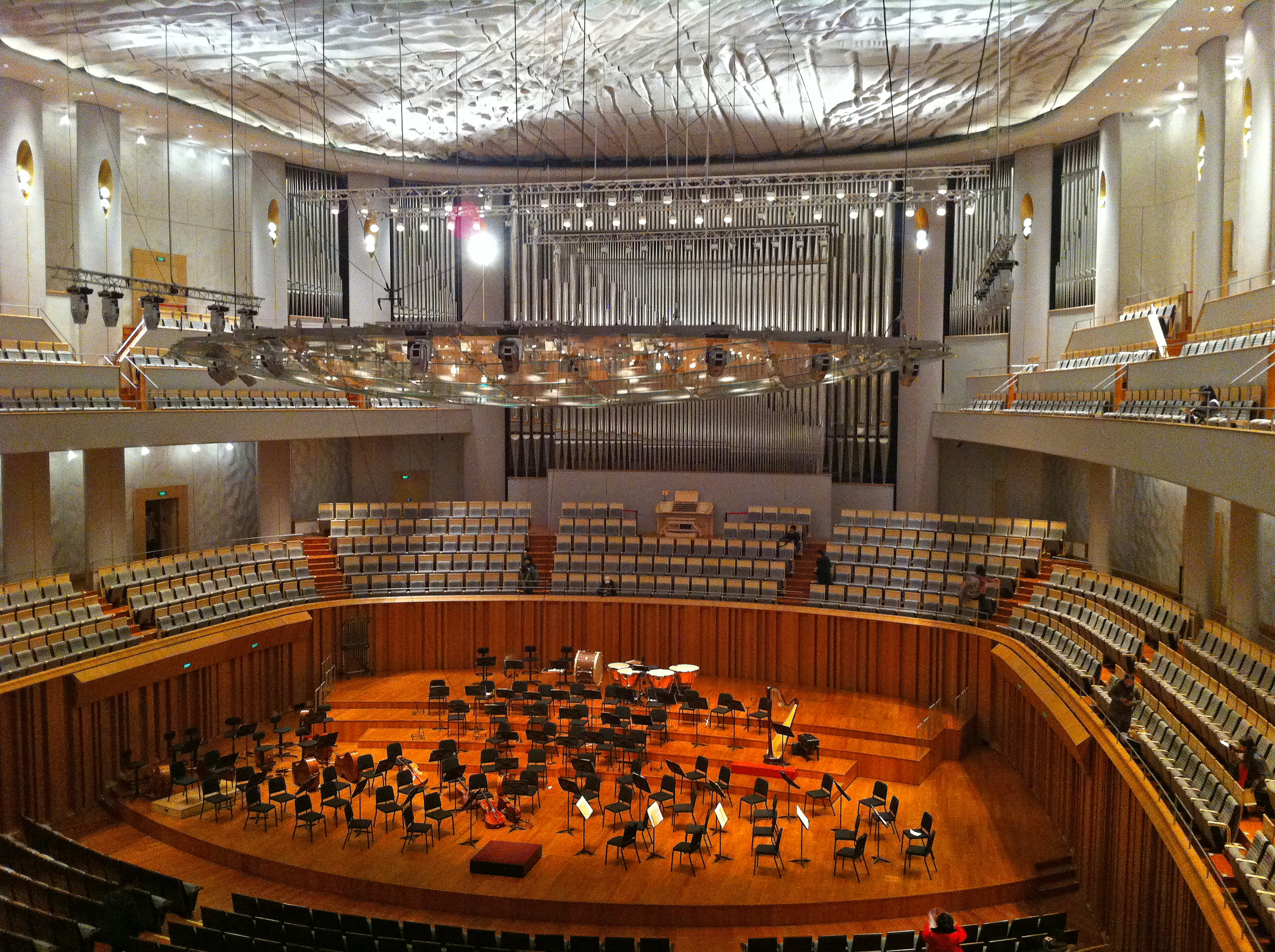
Национальный центр исполнительских искусств в Пекине. Концертный зал
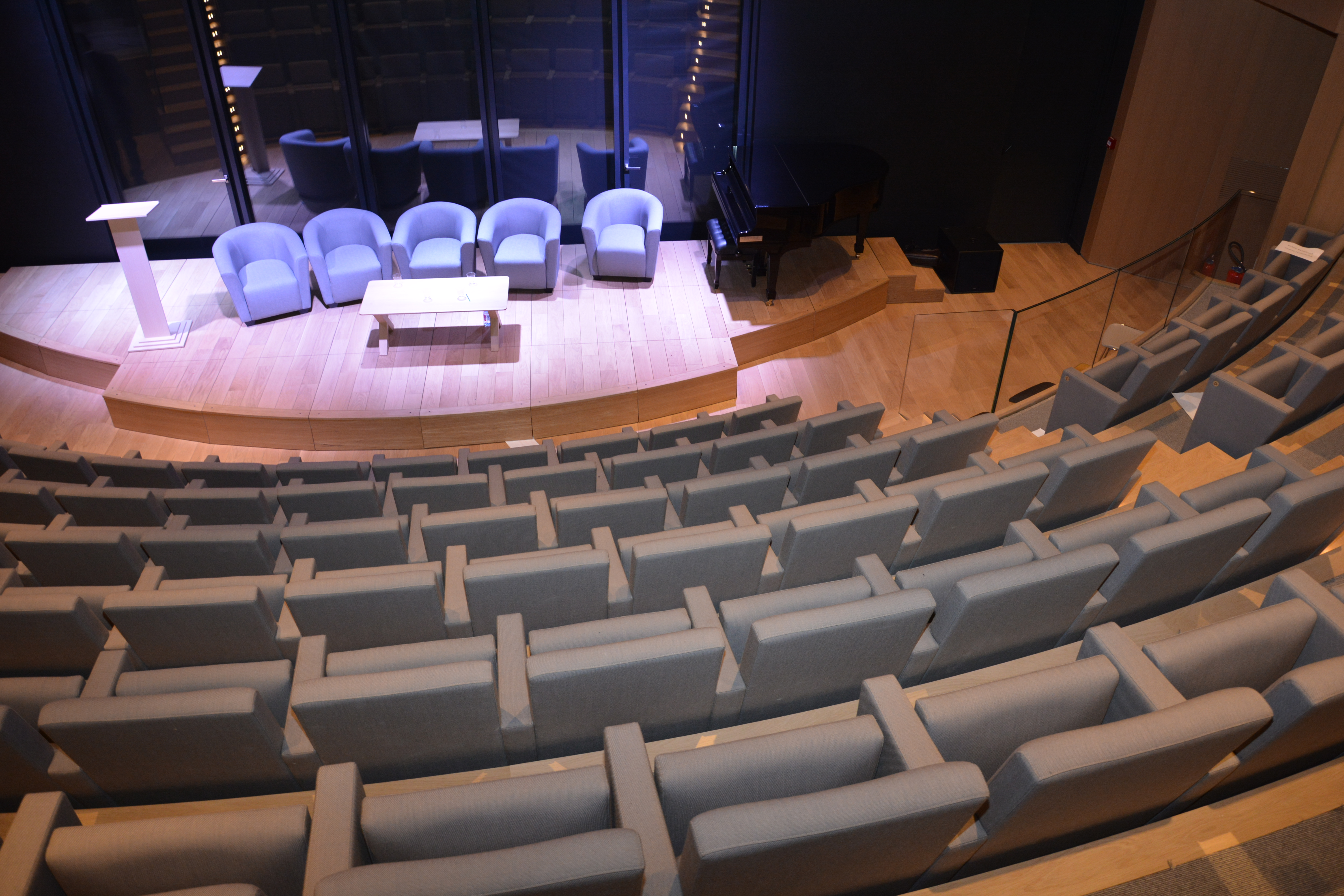
Российский духовно-культурный православный центр в Париже

## Музыкальная критика и пресса

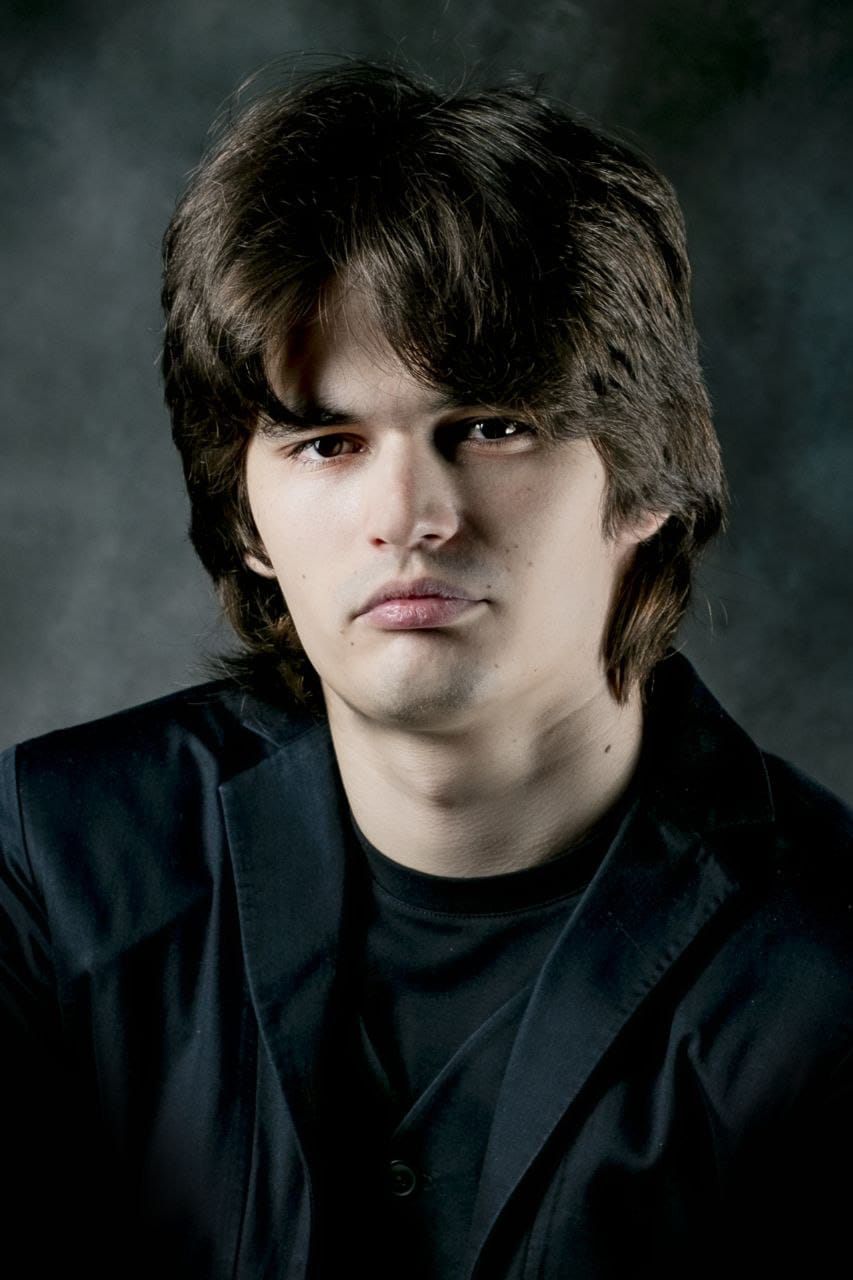
Илья Папоян в повседневной жизни

По завершении XVII Международного конкурса имени Чайковского художественный критик Александр Куликов писал об исполнении Ильёй Папояном Второго концерта Чайковского в авторской редакции, что в интерпретации пианиста «концерт впечатлял и феноменальной виртуозностью, и неожиданно конфликтной глубиной содержания — как бы кощунственно это не звучало с точки зрения массового вкуса, превосходя в этих качествах легендарный Первый». Помимо феноменального исполнения концерта Чайковского, критик отметил также неожиданный выбор второго произведения финала — Третьего концерта С. В. Рахманинова, который Куликов назвал одним из «коньков» репертуара молодого пианиста.
Известный критик ранее уже высказывался о Папояне в своей статье после объявления результатов I Международного конкурса пианистов, композиторов и дирижеров имени С. В. Рахманинова (Москва, 2022), где Папояну была присуждена третья премия, хотя, с точки зрения Куликова, выступление молодого пианиста на тот момент «стало пиком его конкурсного пути, заслужившим бурную и продолжительную овацию публики, редкую в консервативном БЗК», а также «самым ярким явлением финала». Критик также отметил, что в профессиональной среде результаты были встречены «недоумением» — талантливого «петербуржца ожидали увидеть на вершине пьедестала».
Критики авторитетного издания «Музыкальная жизнь» не оставили без внимания и фортепианный марафон «From Prokofiev Back to Bach», который прошёл на сцене Большого зала Санкт-Петербургской филармонии 9, 11 сентября 2024 года. Иван Рудин в своей статье пишет, что двухдневная программа пианиста Ильи Папояна и Санкт-Петербургского государственного академического симфонического оркестра под управлением Александра Титова «позволяет услышать (пускай и вразнобой, но друг за другом) все пять фортепианных концертов Прокофьева: такое нечасто происходит». Кроме того, в эти же два вечера Ильёй Папояном были исполнены самые известные концерты Иоганна Себастьяна Баха — Концерт № 1 для клавира с оркестром (ре минор) и Концерт № 5 для клавира с оркестром (фа минор). Солист Большого театра и музыкальный журналист Борис Лифановский в преддверии концерта опубликовал статью, в которой утверждал, что эти два «сентябрьских вечера в Большом зале Санкт-Петербургской Филармонии, посвященные фортепианным концертам И. С. Баха и С. С. Прокофьева, обещают стать поистине уникальным и очень ценным событием в концертной жизни города», отмечая, что молодой пианист уже обрёл «легендарную известность в самых широких кругах ценителей фортепианного искусства». И это был не первый фортепианный марафон Папояна — в сентябре 2023 года на сцене Большого зала Санкт-Петербургской филармонии в его исполнении прозвучали все фортепианные концерты С. В. Рахманинова. Аннонсируя этот концерт, Борис Лифановский сообщал, что идея исполнения сразу всех концертов Сергея Рахманинова одним солистом «никогда и никем прежде не осуществлялась». Илья Папоян стал первым в истории, кто на это решился. Авторы статьи утверждают, что «интерпретация молодого пианиста непревзойдённых творений мирового фортепианного искусства обещает стать интереснейшим творческим событием».
В интервью для петербургского журнала Александр Сандлер, профессор кафедры специального фортепиано Санкт-Петербургской консерватории, заслуженный артист Российской Федерации, восхищается талантом Ильи Папояна, говорит о способности молодого пианиста к «полному слиянию с музыкой», его «постоянном творческом горении», отмечая, что, «несмотря на молодость, Илья уже крупная личность в искусстве, зрелый мастер, владеющий всеми возможностями фортепиано».
Художественный критик испанской газеты «La Nueva España» в аннонсе на концерт пианиста в зале Филармонического общества Овьедо назвал Папояна «русский пианист-вундеркинд». Газета сообщала, что, «несмотря на свою молодость, российский пианист уже имеет за плечами долгую карьеру и был отмечен многочисленными международными наградами и призами», среди них она особо отметила первую премию, завоёванную на V Международном фортепианном конкурсе Ciudad de Vigo.
Произведения для фортепиано с оркестром:
- И. С. Бах. Концерт ре минор, BWV 1052
- И. С. Бах. Концерт фа минор, BWV 1056
- Л. ван Бетховен. Концерт для фортепиано с оркестром № 3 до минор, оп. 37
- И. Брамс. Концерт для фортепиано с оркестром ре минор № 1, оп. 15
- Л. ван Бетховен. Концерт для фортепиано с оркестром № 4 соль мажор, оп. 58
- Л. ван Бетховен. Концерт для фортепиано с оркестром № 5 ми бемоль мажор, оп. 73
- Д. Гершвин. Рапсодия в стиле блюз
- Э. Григ. Концерт для фортепиано с оркестром ля минор, оп. 16
- Н. Капустин. Концертная рапсодия для фортепиано с оркестром
- Н. Капустин. Концерт для фортепиано с оркестром № 4
- Ф. Лист. Концерт для фортепиано с оркестром № 1 ми бемоль мажор, S 124
- Ф. Лист. Концерт для фортепиано с оркестром № 2 ля мажор, S. 125
- В. А. Моцарт. Концерт для фортепиано с оркестром ре минор № 20, KV466
- В. А. Моцарт. Концерт для фортепиано с оркестром ля мажор № 23, KV488
- И. Брамс. Концерт для фортепиано с оркестром си бемоль мажор № 2, оп. 83
- Ф. Шопен. Концерт для фортепиано с оркестром ми минор № 1, оп. 11
- Ф. Шопен. Концерт для фортепиано с оркестром фа минор № 2, оп. 21
- М. Равель. Концерт для фортепиано с оркестром № 1 соль мажор
- С. Прокофьев. Концерт для фортепиано с оркестром ре-бемоль мажор № 1, оп. 10
- С. Прокофьев. Концерт для фортепиано с оркестром соль минор № 2, оп. 16
- С. Прокофьев. Концерт для фортепиано с оркестром до мажор № 3, оп. 26
- С. Прокофьев. Концерт для фортепиано с оркестром си бемоль мажор № 4, оп. 53
- С. Прокофьев. Концерт для фортепиано с оркестром соль мажор № 5, оп. 55
- С. Рахманинов. Концерт для фортепиано с оркестром фа диез минор № 1, оп. 1
- С. Рахманинов. Концерт для фортепиано с оркестром до минор № 2, оп. 18
- С. Рахманинов. Концерт для фортепиано с оркестром ре минор № 3, оп. 30
- С. Рахманинов. Концерт для фортепиано с оркестром соль минор № 4, оп. 40
- С. Рахманинов. Рапсодия на тему Паганини, оп. 43
- К. Сен-Санс. Фантазия для фортепиано с оркестром «Африка»
- А. Скрябин. Концерт для фортепиано с оркестром фа диез минор, оп. 20
- А. Хачатурян. Концерт для фортепиано с оркестром ре бемоль мажор
- А. Цфасман. Джазовая сюита для фортепиано с оркестром
- П. И. Чайковский. Концерт для фортепиано с оркестром си-бемоль минор № 1, оп. 23
- П. И. Чайковский. Концерт для фортепиано с оркестром № 2 соль мажор, оп. 44 (редакция автора)
- Р. Шуман. Концерт для фортепиано с оркестром ля минор, оп. 54

Произведения для фортепиано соло:
- И. С. Бах. Английская сюита ре минор № 6
- И. С. Бах. Гольдберг-вариации
- И. С. Бах. Французская увертюра си минор
- Л. ван Бетховен. Соната ми мажор, оп. 109, № 30
- Л. ван Бетховен. Соната ля бемоль мажор, оп. 110, № 31
- Л. ван Бетховен. Соната до минор, оп. 111, № 32
- Л. ван Бетховен. Соната си бемоль мажор «Хаммерклавир», оп. 106
- И. Брамс. Соната фа минор № 3, оп. 5
- М. Клементи. Соната ля мажор, оп. 33, № 1
- М. Клементи. Соната фа диез минор, оп. 26, № 2
- Ф. Лист. Соната си минор, S. 178
- Н. Метнер. Соната-воспоминание из цикла «Забытые мотивы», оп. 38
- Н. Метнер. Соната «Романтическая», оп. 53, № 1
- Н. Метнер. Соната ля минор, оп. 30
- М. Равель. La valse. Хореографическая поэма «Вальс»
- С. Рахманинов. Этюды-картины, оп. 33, оп. 39
- С. Рахманинов. Музыкальные моменты, оп. 16
- С. Рахманинов. Прелюдии, оп. 32, оп. 23
- С. Рахманинов. Вариации на тему Корелли, оп. 42
- С. Рахманинов. Вариации на тему Шопена, оп. 22
- С. Рахманинов. Соната ре минор № 1, оп. 28
- С. Рахманинов. Соната си бемоль минор № 2, оп. 36 (Первая и Вторая редакции)
- А. Скрябин. 24 Прелюдии, оп. 11
- П. И. Чайковский. Времена года, оп.37b
- Ф. Шопен. 24 Прелюдии, оп. 28
- Ф. Шопен. Соната си бемоль минор № 2, оп. 35
- Ф. Шопен. Соната си минор № 3, оп. 58
- Р. Шуман. Крейслериана, оп. 16
- Р. Шуман. Танцы давидсбюндлеров, оп. 6
- Р. Шуман. Фантазия до мажор, оп. 17
- Р. Шуман. Симфонические этюды, оп. 13